# Уразла
Уразла — село в Зеленодольском районе Татарстана. Входит в состав Большеякинского сельского поселения.

## География
Находится в западной части Татарстана на расстоянии приблизительно 23 км по прямой на север-северо-восток по прямой от районного центра города Зеленодольск на границе с Республикой Марий Эл.

## История
Основано во второй половине XVII века. Упоминалось также как Уразлина. В начале XX века здесь уже была мечеть.
В «Списке населенных мест по сведениям 1859 года», изданном в 1866 году, населённый пункт упомянут как казённая деревня Уразла 3-го стана Казанского уезда Казанской губернии. Располагалась при безымянном ключе, по левую сторону почтового тракта из Казани в Царёвококшайск, в 49 верстах от уездного и губернского города Казани и в 50 верстах от становой квартиры в казённой деревне Верхние Верески. В деревне, в 52 дворах проживали 369 человек (189 мужчин и 180 женщин), была мечеть.

## Население
Постоянных жителей было: в 1782 году — 35 душ мужского пола, в 1859 — 376, в 1897 — 736, в 1908 — 817, в 1920 — 864, в 1926 — 927, в 1938 — 726, в 1949 — 700, в 1958 — 403, в 1970 — 377, в 1979 — 317, в 1989 — 200, в 2002—182 (татары 99 %), 163 — в 2010.